# Elecciones federales de México de 2009
Las elecciones federales de México de 2009 se celebraron en México el día domingo 5 de julio de 2009 y en el cual fueron renovados los siguientes cargos de elección popular:
- 500 diputados federales, 300 de los cuales son electos por cada uno de los distritos electorales uninominales en que se divide el país, y 200 mediante el sistema de representación proporcional por cada una de las cinco circunscripciones electorales en que se integran los estados de la federación. Todos serán electos para un periodo de tres años que comenzará el día 1 de septiembre del mismo año y culminará el 31 de agosto de 2012, constituyendo la LXI Legislatura del Congreso de la Unión.

Además, en la misma jornada electoral, 10 estados celebraron elecciones estatales en las que eligieron diferentes cargos, entre ellos, seis gobernadores. Estaban en posibilidades de participar en la elección ocho partidos políticos nacionales: Partido Acción Nacional, Partido Revolucionario Institucional, Partido de la Revolución Democrática, Partido del Trabajo, Partido Verde Ecologista de México, Convergencia, Nueva Alianza y Partido Socialdemócrata; pudiendo hacerlo de manera individual o mediante la formación de coaliciones electorales entre dos o más partidos.

## Sistema electoral
La Cámara de Diputados se integra por 500 representantes, que se renuevan en su totalidad cada tres años. De los 500 diputados, 300 son elegidos por el principio de mayoría relativa en distritos electorales uninominales, mientras los otros 200 son elegidos por representación proporcional mediante el sistema de listas regionales votadas en cinco circunscripciones plurinominales.
Es importante notar que como resultado reformas constitucionales en materia electoral, aprobadas de manera unánime por el Congreso en 1996, se han incorporado al máximo ordenamiento jurídico dos disposiciones especialmente relevantes relacionadas con la integración de la Cámara de Diputados:
1. Ningún partido político puede contar con más de 300 diputados electos al sumar los de mayoría relativa y representación proporcional. De esta forma, si bien un partido político puede aspirar, en función de su desempeño electoral, a obtener la mayoría absoluta de los escaños de la Cámara (251), está jurídicamente imposibilitado de acceder a la mayoría calificada (dos tercios del total de escaños) requerida para aprobar por sí mismo iniciativas de reforma constitucional.
2. Como regla general y a fin de garantizar una mayor proporcionalidad en la relación votos-escaños, ningún partido podrá contar con un número de diputados por ambos principios que representen un porcentaje del total de la Cámara que exceda en ocho puntos a su porcentaje de la votación nacional emitida que hayan obtenido. Por ejemplo, si un partido político obtiene el 409c de la votación nacional emitida, como regla general no podrá tener más del 489a del total de escaños, es decir, 240 de las 500 diputaciones.

La propia norma constitucional prevé como única situación excepcional a la aplicación de esa regla, aquella en la que un partido político obtenga, por sus triunfos de mayoría relativa en distritos uninominales, un porcentaje de curules sobre el total de la Cámara, superior a la suma del porcentaje de su votación nacional emitida. Por ejemplo, si un partido gana 235 de los distritos uninominales (equivalentes a 47% del total), con un porcentaje de votación de 35% sobre el total emitido, aunque el diferencial votos-escaños sería de 12%, no resultaría aplicable la regla de proporcionalidad.
Los diputados federales no pueden ser reelegidos para el periodo inmediato, aunque esta restricción no aplica a los diputados suplentes que nunca hayan estado en ejercicio, quienes sólo en ese caso pueden ser diputados titulares en el periodo inmediato. Sin embargo, los diputados titulares no pueden ser electos para el periodo inmediato como suplentes.

### Requisitos e Impedimentos
Para poder ser diputado federal en cualesquiera de sus dos modalidades, la Constitución y la legislación federal en materia electoral fijan los siguientes requisitos:
1. Ser ciudadano mexicano por nacimiento, en ejercicio de sus derechos.
2. Tener un mínimo de 21 años cumplidos el día de la elección.
3. Ser originario de la entidad federativa a la que se quiere representar (mayoría relativa) o de alguna de las comprendidas en la circunscripción correspondiente (representación proporcional) o vecino con residencia efectiva de más de seis meses previos al día de la elección (ambos casos). En este sentido la Constitución establece que la vecindad no se pierde cuando la ausencia se origina por el desempeño de cargos ptiblicos de elección popular.
4. Estar inscrito en el Registro Federal de Electores y contar con credencial para votar con fotografía.

Existe una amplia gama de impedimentos temporales, usualmente relativos al desempeño de cargos públicos que, salvo algunas excepciones (notablemente la de los gobernadores durante el periodo de su encargo, aun cuando se separen definitivamente de su puesto), se pueden superar mediante la separación del cargo en un lapso previo establecido al día de la elección que puede oscilan entre 90 días (Secretario o Subsecretario de Estado, Presidente Municipal o titular de algún órgano político- administrativo en el D.F., por ejemplo) y hasta dos años (Ministro de la Suprema Corte de Justicia).
Es importante hacer notar que entre los cargos a los que aplican impedimentos temporales se encuentran algunos de los ejercidos en el Instituto Federal Electoral. Por ejemplo, los Consejeros Presidentes o Electorales de los Consejos General, Locales y Distritales, así como el Secretario Ejecutivo o los Directores Ejecutivos no pueden ser candidatos a diputados (ni tampoco a senadores) a menos que se separen del cargo un año antes de la fecha de inicio del proceso electoral de que se trate, es decir, alrededor de 21 meses antes de la fecha de la elección.

### Mayoría relativa
La elección de los 300 diputados federales por el principio de mayoría relativa se realiza en igual número de distritos uninominales. La distribución de los 300 distritos entre las 32 entidades federativas se determina en función del porcentaje de la población que reside en cada una de ellas sobre el total nacional, para lo cual se deben considerar los resultados del censo de población y vivienda, que se realiza cada diez años. Por mandato constitucional, ninguna entidad puede contar con menos de dos diputaciones federales (distritos uninominales).
La más reciente redistribución de los 300 distritos uninominales entre las 32 entidades federativas se realizó en 1996, sobre la base del censo de población efectuado en 1990. Aunque durante el año 2000 se realizó un nuevo censo de población, sus resultados no afectaron la distribución electoral.

### Representación proporcional
La elección de los 200 diputados por el principio de representación proporcional se realiza mediante el sistema de listas regionales votadas en cinco circunscripciones plurinominales, en cada una de las cuales se eligen por igual 40 diputados.
Para que un partido político pueda participar en la elección de diputados por el principio de representación proporcional debe acreditar previamente que ha registrado candidatos a diputados por el principio de mayoría relativa al menos en 200 de los 300 distritos uninominales. Si cumple con este requisito, el partido político puede proceder al registro de sus listas regionales de candidatos en las cinco circunscripciones plurinominales. Estas listas regionales son cerradas y bloqueadas, esto es, el orden de las candidaturas es invariable, por lo tanto, el elector no tiene opción de eliminar candidatos o alterar su orden de presentación.
La legislación electoral permite a los partidos políticos registrar simultáneamente un máximo de 60 candidatos a diputados federales por ambos principios de elección. En otros términos, hasta 60 candidatos del mismo partido pueden ser registrados tanto en forma individual (distrito uninominal) como en las listas regionales (circunscripción plurinominal).

## Encuestas
| Encuestadora         | Fuente                                               | Fecha                | PAN  | PRD   | PRI!  | SaM (PT-CON) | PVEM | PSD  | PANAL | Otros | NS/NC |
| -------------------- | ---------------------------------------------------- | -------------------- | ---- | ----- | ----- | ------------ | ---- | ---- | ----- | ----- | ----- |
| Buendía-Notimex      |                                                      | 13 de enero de 2009  | 36   | 17    | 43    | 1            | 1    | 1    | 1     |       |       |
| Berumen-El Universal | Archivado el 10 de junio de 2009 en Wayback Machine. | 2 de febrero de 2009 | 25.1 | 15.4  | 39.9  |              |      |      |       | 3.3   | 16.3  |
| Berumen-El Universal | Archivado el 10 de junio de 2009 en Wayback Machine. | 23 de marzo de 2009  | 27.4 | 12.2  | 30.3  |              |      |      |       | 3.5   | 26.6  |
| Ipsos-Bimsa          |                                                      | 4 de abril de 2009   | 39.1 | 14.9  | 35.2  |              |      |      |       | 10.8  |       |
| Mitofsky-Televisa    |                                                      | 20 de abril de 2009  | 33.5 | 18.9  | 40.1  |              |      |      |       | 7.5   |       |
| Demotecnia-Milenio   |                                                      | 21 de abril de 2009  | 34   | 19    | 40    |              |      |      |       | 6.5   |       |
| Grupo Reforma        |                                                      | 26 de abril de 2009  | 32   | 15    | 37    | 4            | 9    | 1    | 2     |       |       |
| Berumen-El Universal |                                                      | 4 de mayo de 2009    | 26.8 | 9.5   | 32.6  |              |      |      |       | 4.0   | 27.1  |
| Grupo Reforma        |                                                      | 24 de mayo de 2009   | 31   | 16    | 37    | 7            | 6    | 1    | 2     |       |       |
| Demotecnia-Milenio   |                                                      | 26 de mayo de 2009   | 31   | 16    | 36    | 5            | 8    | 2    | 2     |       |       |
| Mitofsky-Televisa    |                                                      | 26 de mayo de 2009   | 33   | 16.5  | 37.1  | 4.7          | 5.6  | 0.7  | 2.4   |       |       |
| Ipsos-Bimsa          |                                                      | 31 de mayo de 2009   | 34.3 | 12.8  | 40.4  |              |      |      |       | 12.5  |       |
| Berumen-El Universal |                                                      | 1 de junio de 2009   | 28.2 | 11.3  | 34.1  |              |      |      |       | 5.1   | 21.3  |
| GCE-Milenio          |                                                      | 9 de junio de 2009   | 30   | 19    | 38    | 6            | 5    |      | 2     |       |       |
| Grupo Reforma        |                                                      | 14 de junio de 2009  | 33   | 16    | 37    | 5            | 6    | 1    | 2     |       |       |
| Berumen-El Universal |                                                      | 26 de junio de 2009  | 23.8 | 10.8  | 29.9  |              |      |      |       | 6.8   | 28.8  |
| Mitofsky-Televisa    |                                                      | 28 de junio de 2009  | 32.2 | 14.7  | 37.4  | 7            | 5.3  | 1.4  | 2     |       |       |
| Grupo Reforma        |                                                      | 28 de junio de 2009  | 33   | 14    | 38    | 5            | 7    | 1    | 2     |       |       |
| RESULTADO OFICIAL    |                                                      | 5 de julio de 2009   | 28.1 | 12.19 | 36.94 | 6.12         | 6.71 | 1.03 | 3.42  | 0.16  | 5.41  |

## Resultados

### Cámara de Diputados
|  | 39.06 % |

|  | 39.05 % |

|  | 29.61 % |

|  | 29.61 % |

|  | 12.89 % |

|  | 12.90 % |

|  | 7.09 % |

|  | 7.09 % |

|  | 3.87 % |

|  | 3.87 % |

|  | 2.60 % |

|  | 2.60 % |

|  | 6.47 % |

|  | 6.47 % |

|  | 3.62 % |

|  | 3.62 % |

|  | 1.09 % |

|  | 1.09 % |

|  | 0.17 % |

|  | 0.17 % |

|  | 94.59 % |

|  | 94.60 % |

|  | 5.41 % |

|  | 5.40 % |

|  | 100.00 % |

|  | 100.00 % |

|  | 44.76 % |

|  | 44.61 % |

Fuente: Consejo General del Instituto Federal Electoral 
Fuente: Periódico El Universal
Fuente alterna: Opina México